# Музей українських обрядів
Музей українських обрядів — тематичний музей, складова частина Національного історико-етнографічного заповідника «Переяслав». Відкритий у 1990 році. Розташований у приміщенні пам'ятки архітектури місцевого значення — школі із с. Студеники Бориспільського району Київської області.

## Опис пам'ятки
Об'єкт є шкільною спорудою. Будівля на цегляній основі, збудована в шули з товстих дерев'яних колод в горизонтальну закидку, обшита плоскими азбестоцементними листами. В плані має форму прямокутника з прибудованим ґанком. В об'ємній композиції будівля одноповерхова з високим фронтоном ґанку, що визначає головний вхід. Фронтон ґанку прикрашає накладна декоративна різьба і декоративні слухові вікна, що надають особливої виразності пам'ятці. Ґанок на дерев'яній основі відкритого типу, що примикає з південного боку до основного об'єму будівлі, має вісім різьблених декоративних колон, що передають внутрішню динаміку споруди і її зв'язок із зовнішнім середовищем. Обв'язка ґанку виконана з різьблених дощок. Будівля на два входи. Двері дерев'яні двостулкові з декоративною накладною різьбою і залізними навісами. Дах над головною частиною будівлі чотирисхилий, над ґанком — двосхилий. Споруда має десять вікон, що освітлюють три її сторони, північна стіна глуха. Внутрішній простір поділений на чотири рівних об'єми перегородками.
Розміри будівлі — 13,85 х 10,74×3 м, розміри ґанку — 7,99 х 3,96×3 м.
Площа забудови 129,4 кв. м, площа ґанку — 31,64 кв. м.

## Історія
Шкільне приміщення збудоване 1921 року у с. Студеники Переяславського повіту Полтавської губернії місцевими майстрами. В свій час будівля використовувалась також як продуктовий магазин. У 1984 році будівля колишньої школи, відповідно до розпорядження № 139 Переяслав-Хмельницької районної ради народних депутатів від 29.04.1984 р. безкоштовно передана Державному історико-культурному заповіднику та перевезена до Музею народної архітектури та побуту Середньої Наддніпрянщини. Шкільна будівля списана рішенням райвиконкому № 126 від 16.04.1984 р. Реконструйована та встановлена в 1987 р.

## Музей українських обрядів

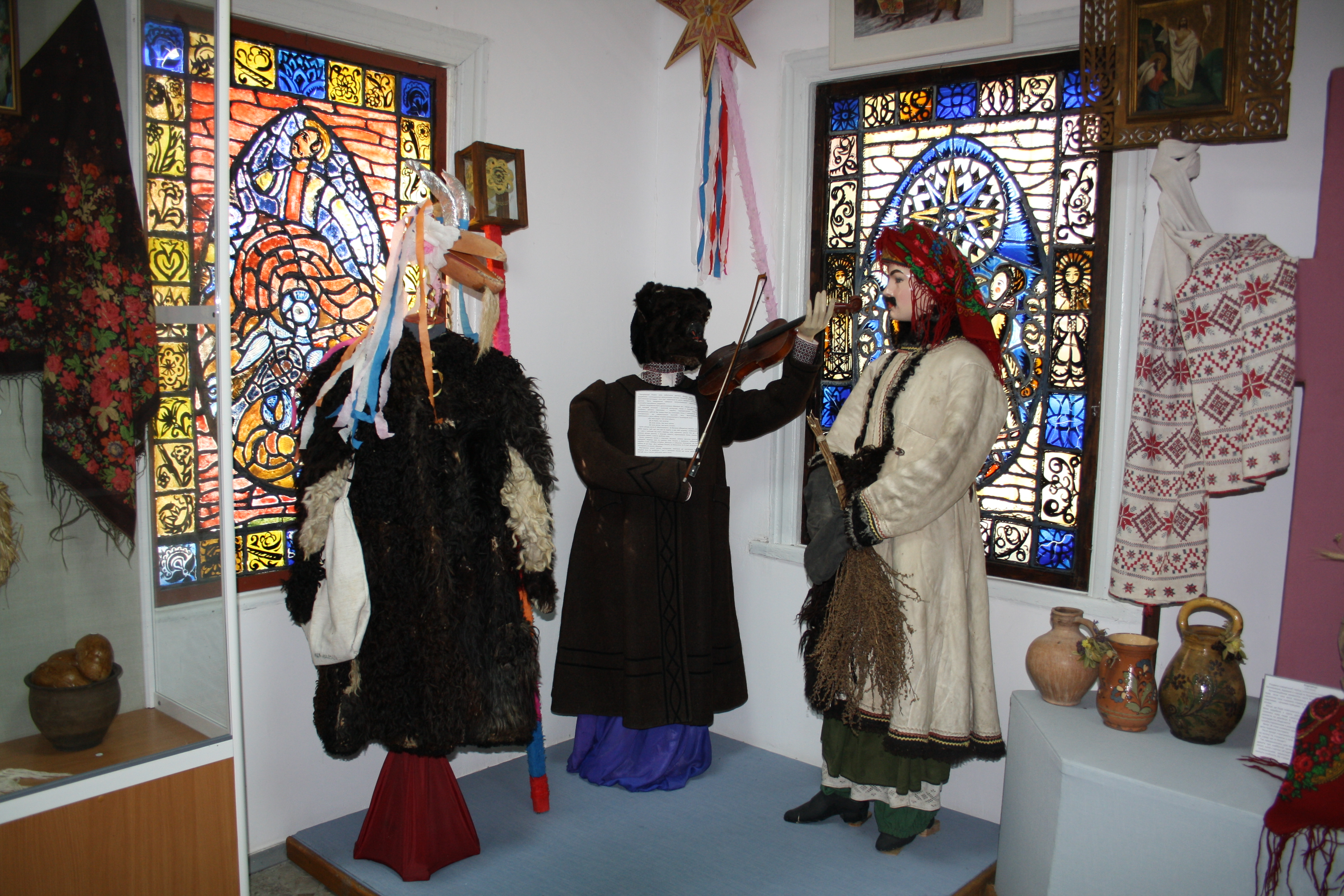
Музей українських обрядів (інтер'єр)

На даний час[коли?] споруда є експозиційною одиницею Музею народної архітектури та побуту Середньої Наддніпрянщини Національного історико-етнографічного заповідника «Переяслав». У 1990-му році в приміщенні створено експозицію Музею українських обрядів, нова експозиція — з 2007 року.
Експозиція музею висвітлює звичаї, обряди, вірування і традиції українського народу, зокрема, календарну, родинну, громадську обрядовість українців кінця ХІХ — ХХ ст. У розділі календарних народних свят та обрядів представлені свята зимового циклу з їх атрибутами — Свят-вечірнім столом із залишеною вечерею для «прийшлих душ», Різдвяним вертепом, персонажі якого знайшли собі затишне місце в типовому житлі українців під солом'яною стріхою. Гурт ряджених щедрівників презентує театралізоване дійство, головною героїнею якого є «коза». Завершуються Святки Богоявленням, відомим в народі як Водохреще або Йордан. Серед розмаїтих весняних обрядів центральне місце в експозиції відводиться Великодню. Привертає увагу колекція писанок майстрів З. Сташук, Л. Ктиторової, Т. Влененко та ін., порцеляновий підсвічник у формі великоднього яйця з зображенням Пресвятої Богородиці. Літня та осіння обрядовість представлена Зеленими святами, днем літнього сонцестояння — Івана Купала, жниварською звичаєвістю, трьома Спасами.
На особливу увагу заслуговує одне з головних дійств родинної обрядовості — весілля, багатство та розмаїтість якого широко відображено в експозиції. Висвітлюється різнобарв'я дівочих ворожінь. Поряд фрагменти вишиванок, над якими на вечорницях довгими зимовими вечорами працювали майбутні господині. Власне весілля розпочиналось виготовленням весільного хліба як предмета жертвоприношення Богам, знаку щасливого сімейного життя.
Ритуальні дії народного дійства сповнені предметами-символами, оберегами. До них відносились і прикраси — золотий хрест на ланцюжку, дукач з «бантом», «добре намисто», обрамлене понизом бурштину. Завершальним етапом весільного обряду був поділ короваю, який роздавали на спеціальних тарілках. Представлені й атрибути інших обрядодій сімейної звичаєвості: родильної, поховальної. Завершують експозицію тематичні виставки.

## Галерея

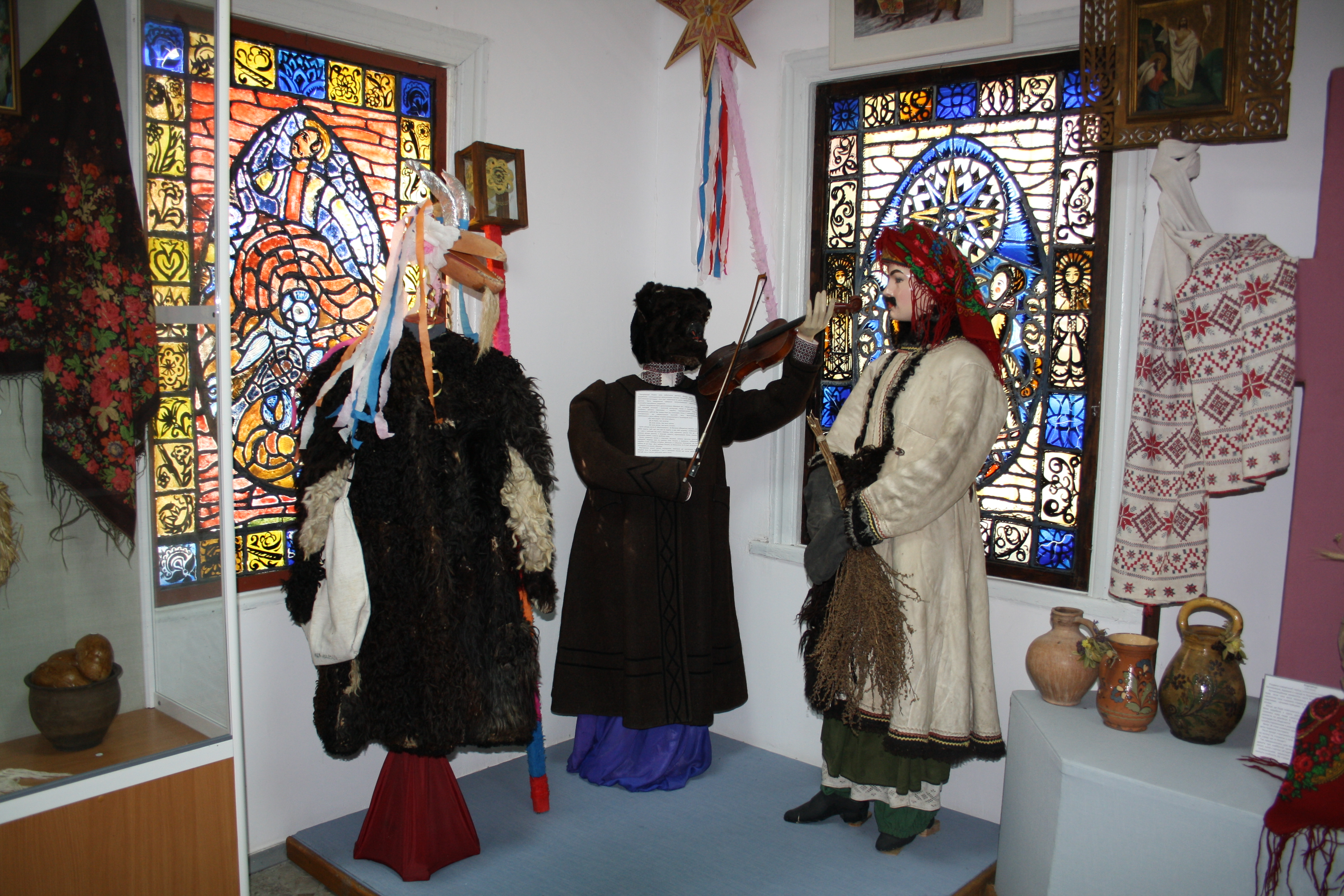
Календарна обрядовість. Щедрувальники
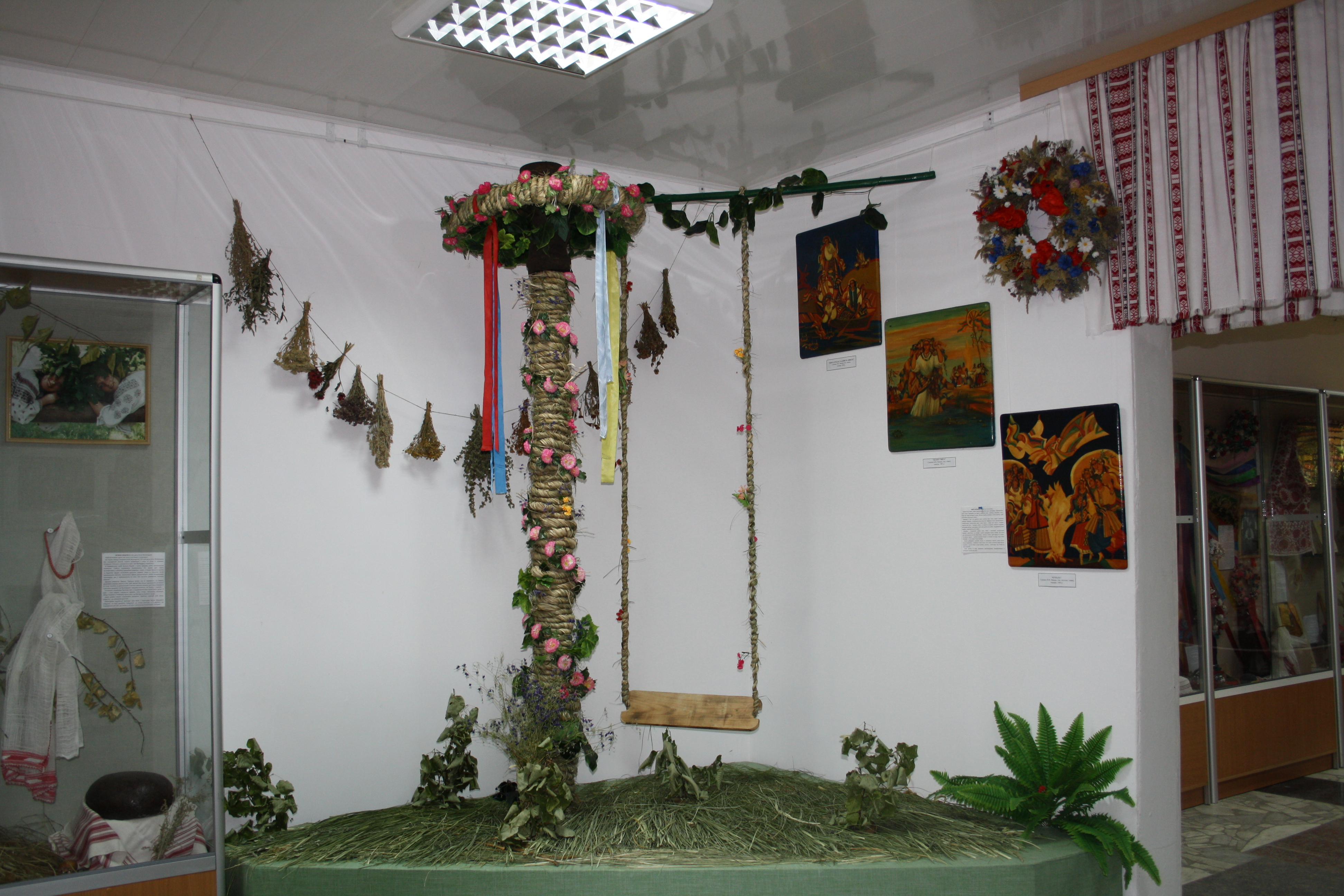
Календарна обрядовість. Зелена неділя. Івана Купала
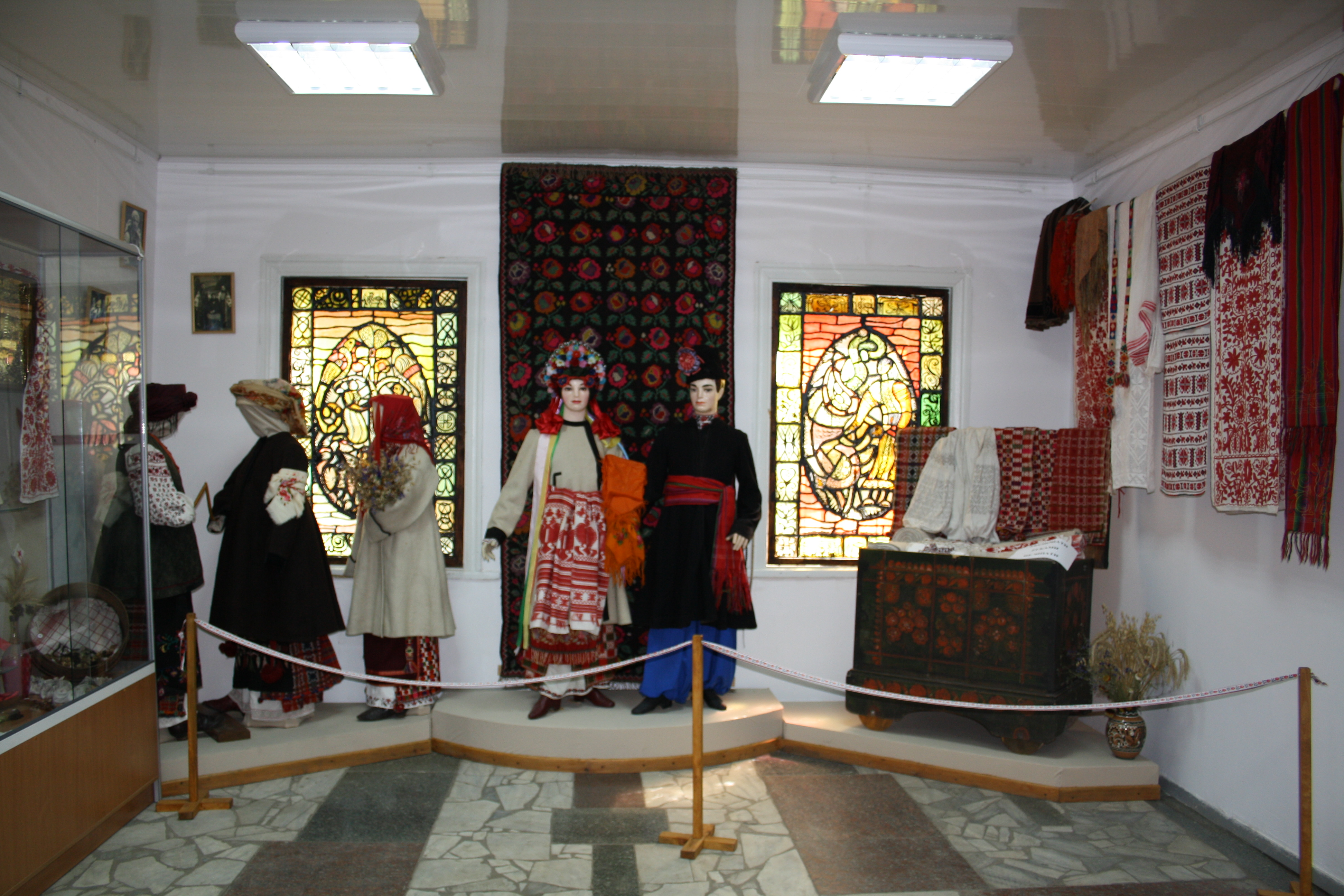
Родинна обрядовість. Весілля
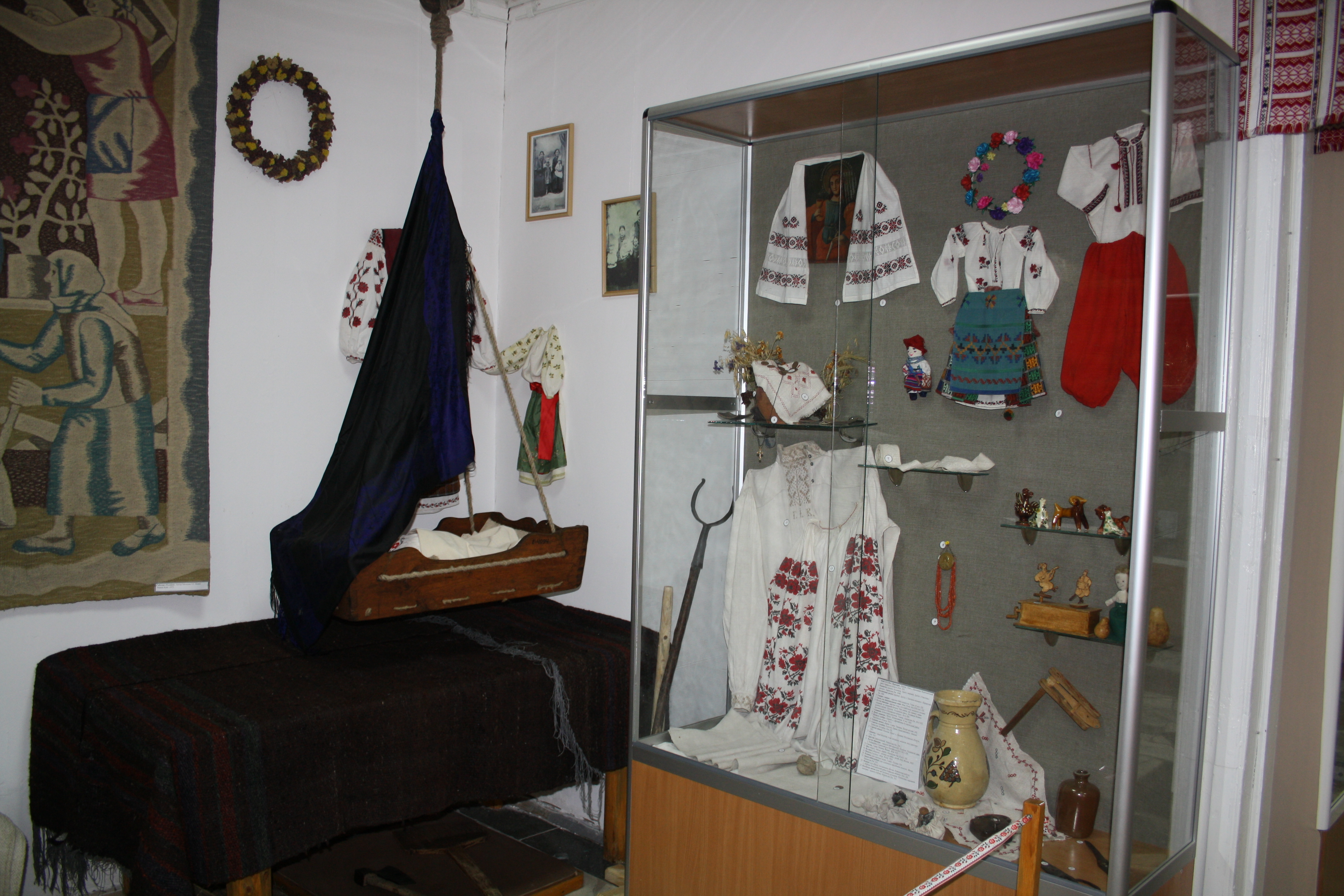
Родинна обрядовість